# Горбатки
Горбатки (Membracidae) — родина клопів. Відомо близько 3200 видів горбаток із понад 400 родів. Поширені на всіх континентах, крім Антарктиди; в Європі відомо лише п'ять видів.

## Опис
Комахи схожі на цикад з незвичайними виростами на грудях (гребені, шпильки, гачки). Це дрібні або середньої величини комахи завдовжки 2-20 мм. Передньоспинка з виступаючим назад відростком. Лице з шишкоподібним виступаючим вниз виростом. Найрозвиненіші різні вирости у представників родини в південних тропічних широтах, і навпаки, менш вигадливі відростки у горбаток помірних широт. Личинки (німфи) разом з імаго відкрито живуть на рослинах і сосуть їх соки.